# 7580 Schwabhausen
7580 Schwabhausen è un asteroide della fascia principale. Scoperto nel 1990, presenta un'orbita caratterizzata da un semiasse maggiore pari a 2,5541960 UA e da un'eccentricità di 0,2116209, inclinata di 6,55766° rispetto all'eclittica.